# Michel Liebgott
Pour les articles homonymes, voir Liebgott.
Michel Liebgott est un homme politique français né le 15 février 1958 à Algrange (Moselle).

## Biographie
Michel Liebgott étudie à l'Institut d'études politiques de Strasbourg, puis à l'Institut régional d'administration de Metz et à l'École nationale de la santé publique de Rennes[réf. nécessaire]
Il est inspecteur des affaires sanitaires et sociales à partir de 1979. Il est député de la 10e circonscription de la Moselle de 1997 à 2012. Sa circonscription est fusionnée en 2012 et il est élu député de la 8e circonscription de la Moselle en 2012 jusqu'au 20 juin 2017.
Disposant d'une permanence parlementaire, il s'est versé un loyer de 700 euros jusqu'à la fin de son mandat avec son indemnité de frais de mandat. À ce sujet, Michel Liebgott déclare que le déontologue de l'Assemblée nationale lui aurait dit : « Vous pouvez tout à fait vous verser un loyer »,,.
En 2017, il décide de ne pas se représenter pour une nouvelle législature en raison de la loi du non-cumul, choisissant de rester maire de Fameck.
En 2020, il a été réélu maire de Fameck dès le premier tour puis renouvelé comme président de la Communauté d'Agglomération du Val de Fensch la même année.

## Mandats politiques
- Maire de Fameck (depuis 1989)
- Président de la communauté d'agglomération du Val de Fensch (depuis 2014).
- Président du Pôle Métropolitain Frontalier (depuis 2020).
- Député de la 10e circonscription de la Moselle (de 1997 à 2012) : XIe, XIIe et XIIIe législatures
- Député de la 8e circonscription de la Moselle (de 2012 à 2017) : XIVe législature
- Conseiller général du canton de Fameck (de 1992 à 2002).